# Piet Buter
Pieter (Piet) Buter (Haarlem, 6 juni 1949) is een Nederlands sportbestuurder en voormalig voetbaltrainer.

## Carrière
Buter speelde in zijn jongere jaren bij amateurclub VV Schoten en Telstar, totdat een knieblessure hem noopte het voetballen op 19-jarige leeftijd vaarwel te zeggen en verder te gaan als trainer. Hij begon zijn carrière in het amateurvoetbal bij SV Cronjé (inmiddels opgeheven), VV Nieuw Vennep, VV IJmuiden, VV Noordwijk en RCH. In het seizoen 1986/87 was hij assistent van Fred André bij Telstar. Van 1987 tot 1989 stond Buter onder contract bij de KNVB. Daar was hij actief voor Jeugdplan Nederland en had ook het Nederlands vrouwenteam onder zijn hoede. Daarnaast had hij een coördinerende rol bij de opleiding van trainers. Buter was toegevoegd aan de staf van het Nederlands voetbalelftal op het gewonnen Europees kampioenschap voetbal 1988 om tegenstanders te analyseren.
Van 1989 tot 1991 was Buter trainer van eerste divisionist FC Wageningen, waarmee hij achtereenvolgens 10e en 15e werd. Het tweede seizoen deelde hij zijn functie met Willem van Hanegem, toen de trainer van FC Utrecht en tot 1989 daar assistent-trainer. In 1991 verhuisde de Haarlemmer naar FC Emmen, dat hij echter niet verder kreeg dan een schamele achttiende plaats. Hij werd vervangen door René Notten en vertrok naar FC Eindhoven, waar hij in februari 1993 ontslagen werd. Aan het begin van het seizoen 1993/94 was Buter interim-trainer bij Noordwijk waarvan de trainer Henny Schipper revalideerde van een auto-ongeluk.
In 1993 nam hij afscheid van zijn trainerscarrière en ging verder als spelersmakelaar en -begeleider voor profvoetballers. Met zijn bedrijf Grandstand BV behartigde hij in de loop der jaren de belangen van een groot aantal profvoetballers, onder wie Dirk Kuijt, Jurgen Colin, Erik Pieters, Berry Powel en Stefan Postma. Het bedrijf werd later overgenomen door zijn zakenpartner Hakim Slimani. 
Begin 2006 werd Buter benoemd tot technisch directeur van FC Utrecht als opvolger van Arno Pijpers, die bondscoach van Kazachstan werd. Daarvoor was hij bij de club al actief als technisch manager. Na het ontslag van hoofdtrainer Willem van Hanegem vertrok ook Buter, uit onvrede over het beleid, bij de Utrechtse club. Hij werd met ingang van het seizoen 2009-2010 vervangen door ex-trainer Foeke Booy.
Vanaf begin 2009 tot november 2011 was hij op verzoek van Afshin Ghotbi assistent-bondscoach van het Iraans voetbalelftal. Hierna werd hij internationaal scout voor de Engelse club Southampton FC. Ook begon hij een scoutingbureau. 
Vanaf de zomer in 2017 is hij aangesteld als technisch directeur bij Telstar. Op 12 juni 2019 vertrok hij bij de Witte Leeuwen. Volgens Buter wilde Telstar-directeur Pieter de Waard de nieuwe trainer aanstellen na het vertrek van Mike Snoei naar BV De Graafschap. Buter was het hier niet mee eens en stapte op.